# Борис Тадич
Бори́с Та́дич (серб. Борис Тадић; нар. 15 січня 1958 Сараєво) — президент Сербії в 2004–2012 роках.

## Біографічна довідка
Борис Тадич народився 15 січня 1958 року в столиці Боснії і Герцеговини — Сараєво. Закінчив філософський факультет Белградського університету, захистивши диплом за фахом соціальній психології. Надалі працював журналістом, клінічним психологом і науковим співробітником в Інституті психології.
Політична біографія Тадича була пов'язана з Демократичною партією, в яку він вступив в 1990 році, швидко просуваючись по кар'єрі. У лютому 2000 року він став заступником голови партії. У 2001 році обрався депутатом парламенту від Демократичної партії, а згодом став віце-спікером парламенту Союзної Республіки Югославії.
Протягом нетривалого часу Тадич знаходився на посаді міністра оборони Державної співдружності Сербії і Чорногорії.
У лютому 2004 року Тадич обирається головою Демократичної партії і як її кандидат вступає в боротьбу за пост президента Сербії. У другому турі голосування (53,2 %) він перемагає, випередивши заступника голови Сербської радикальної партії Томислава Николича (45,4 %), і 11 липня 2004 року вступає на посаду президента Сербії.
3 лютого 2008 року Тадич був повторно обраний президентом, перемігши у другому турі Томислава Николича з результатом 51 %.
Демократи в своїй політиці орієнтуються на подальшу інтеграцію в європейське співтовариство і заявляють про необхідність співпраці з Гаазьким трибуналом у частині видачі військових злочинців. Тадич є прихильником європейської інтеграції; один з ключових пунктів його президентської програми — швидка інтеграція Сербії в Євросоюз.
Тадич програв президентські вибори 2012 року. Всього в перегонах брали участь 12 осіб. За підсумками першого туру президентських виборів 6 травня 2012 Тадич переміг Николича з різницею в 10 тисяч голосів, або 0,26 %. Але Томислав Николич випередив Тадича у другому турі виборів 20 травня набрав 49,54 %, або 1,552 мільйона голосів, це на 70 тисяч голосів більше за Тадича.
Борис Тадич поклав на себе відповідальність за поразку очолюваної ним Демократичної партії на травневих парламентських і президентських виборах. За його словами, він визнає низку кадрових помилок і те, що «дозволив увійти в партію людям з непомірними амбіціями». Політик визнав також, що він пощадив деяких неефективних міністрів і чиновників, чиї імена пов'язують з корупцією.
Володіє англійською і французькою мовами. Одружений, має двох дітей.

## Нагороди
- Премія «Квадрига» 2008 року.

## Виноски
1. ↑  Енциклопедія Брокгауз
2. ↑  Munzinger Personen
3. ↑  Экс-президент Сербии взял ответственность за результаты выборов в мае. Архів оригіналу за 6 березня 2016. Процитовано 8 вересня 2012.